# マスード・アリ＝モハマディ
マスウード・アリーモハンマディー（ペルシア語: مسعود علی‌محمدی、Massud Ali-Mohammadi、1959年8月24日 - 2010年1月12日)は、イランの素粒子物理学者。テヘラン大学の教授を務めていた。
1978年にシーラーズ大学に入学、理学士の学位を得た。その後はテヘランのシャリーフ工科大学へと移り、物理学の研究を続けた。1992年には博士号を修得した。
2010年1月12日朝、テヘラン北部の自宅を出て、車に乗ろうとしたところ付近にあったオートバイに仕掛けられた遠隔操作の爆弾が爆発し、彼は爆発に巻き込まれて死亡した。テヘランでテロが起きるのは極めて異例の事態であった。彼は素粒子物理学と理論物理学が専門だったことより、殺されたことと核との関係は薄いとされ、イラン大統領選挙の際にミールホセイン・ムーサヴィー支持を表明したり、大学の生徒に反政府デモへの参加を呼び掛けるなどの反政府的な活動が原因とみられている。